# Jack Teagarden

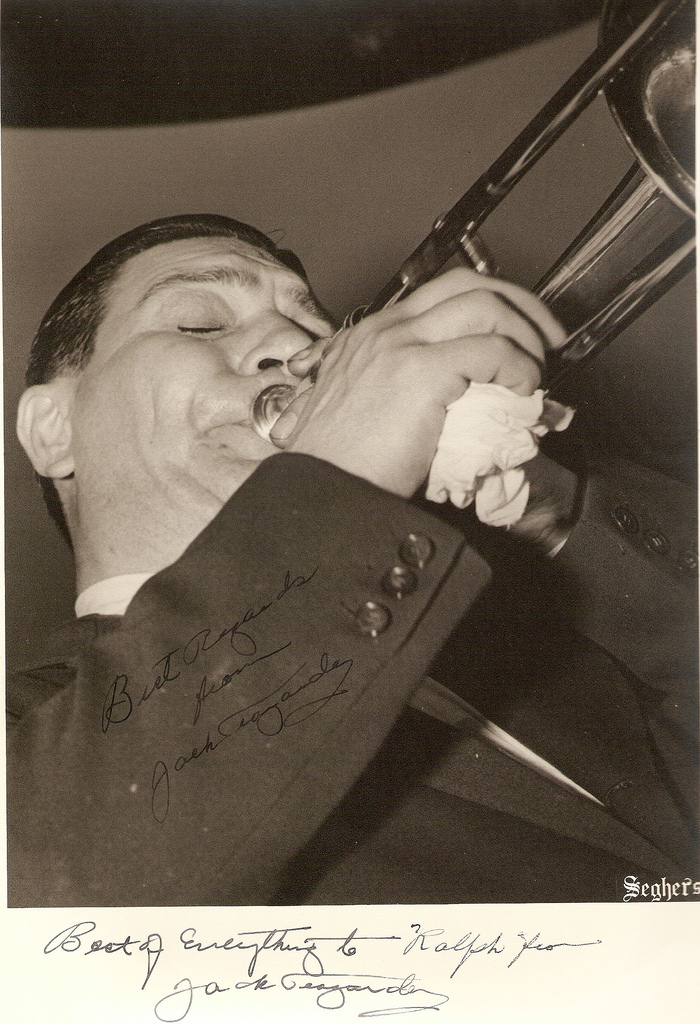
Jack Teagarden

Weldon Leo „Jack“ Teagarden (* 20. August 1905 in Vernon, Texas, USA; † 15. Januar 1964 in New Orleans, Louisiana) war ein US-amerikanischer Posaunist und Sänger des traditionellen Jazz und Swing.

## Leben
Teagardens Brüder Charlie (Trompete) und Cub (Schlagzeug) und seine Schwester Norma Teagarden wurden wie er professionelle Musiker. Gelegentlich wird behauptet, er hätte indianische Vorfahren, das wird aber von Richard Sudhalter (Lost Chords) als Legende bezeichnet, die teilweise auf Teagarden selbst zurückgeht, der in seinen Erinnerungen ein indianisches Powwow, dem er 1919 beiwohnte, als prägendes Erlebnis schildert. Seine Mutter Helen, die deutsche Vorfahren hatte und nach dem Tod des Vaters die Familie als Stummfilmpianistin durchbrachte, gab ihm ersten Klavierunterricht mit fünf Jahren. Sein Vater (der schon 1918 starb) war ein Amateur-Kornettist in einer Brass Band und gab ihm anfangs Unterricht auf dem Baritonhorn, was Teagarden jedoch im zehnten Lebensjahr aufgab und zur Posaune wechselte. Seine ersten Jazzeinflüsse waren schwarze Gospelgesänge, der Blues, den er mit den Jahren mehr und mehr verinnerlichte, und die Musik der Louisiana Five.
Seine professionelle Karriere begann bereits im Jahr 1921 im Alter von sechzehn Jahren, als er (bis 1923) Mitglied in der Band von Peck Kelley wurde. Danach tourte er durch die amerikanischen Südstaaten mit verschiedenen Lokalgruppen, unter anderem 1925–27 mit Doc Ross and His Jazz Bandits.

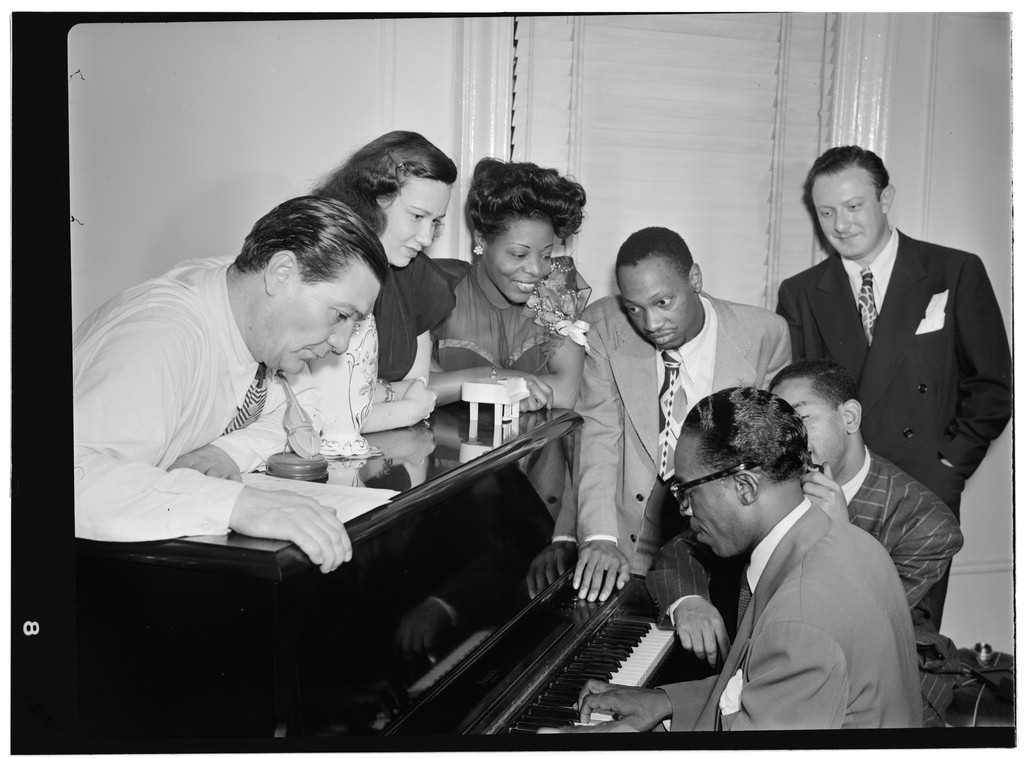
Jack Teagarden, Dixie Bailey, Mary Lou Williams, Tadd Dameron, Hank Jones, Dizzy Gillespie.
Fotografie von William P. Gottlieb.

Teagarden überraschte die Szene durch sein virtuoses Spielen, als er 1928 in New York auftauchte, und obwohl das Land in den folgenden Jahren in einer tiefen Wirtschaftskrise steckte, hatte er keine großen Probleme, mit Musik sein Geld zu verdienen. So hatte er in diesen Jahren verschiedene Schallplattenaufnahmen, u. a. mit Eddie Condon, Red Nichols, Wingy Manone, Roger Wolfe Kahn und Louis Armstrong.
Bis 1933 nahm er häufig mit Ben Pollacks Orchester Schallplatten auf und verließ dann dessen Band, nachdem er einen Fünf-Jahres-Vertrag mit dem Paul-Whiteman-Orchester unterzeichnet hatte. Während dieser Zeit hatte er 1936 dennoch eine kurze Periode mit einer kleinen Gruppe zusammen mit seinem Bruder und Frank Trumbauer.
Als er 1938 schließlich das Paul-Whiteman-Orchester verließ, stellte er eine eigene Big Band (Jack Teagarden and His Orchestra) zusammen und nahm einige Schallplatten für Brunsweick, Columbia, Varsity und Decca auf – u. a. mit den Sängern Kitty Kallen und David Allyn –, wobei sich der Erfolg allerdings in Grenzen hielt, da zu dieser Zeit die Big Band-Ära auf ihrem Höhepunkt und der Wettbewerb immens war.
1947 schloss er sich Louis Armstrong und seinen „All Stars“ an, was vier sehr produktive Jahre zur Folge hatte. Die Gruppe nahm nahezu zehn Alben auf und hatte einen riesigen Erfolg beim Publikum. Jedoch entschloss sich Teagarden im Jahr 1951, Armstrong zu verlassen und wieder eigene Gruppen zu leiten, darunter speziell ein Sextett, in welchem er noch für den Rest seiner Karriere spielte. Während dieser Zeit arbeitete er unter anderem wieder mit seinem Bruder Charlie, mit Jimmy McPartland und dem Pianisten Earl Hines sowie mit dem Klarinettisten Hank D’Amico zusammen.
In den folgenden Jahren unternahm er mehrere Tourneen, darunter in Europa (1957) und in Asien (1958 bis 1959); zudem spielte er 1963 mit seinem Bruder, seiner Schwester und seiner Mutter auf einem gemeinsamen Konzert beim Monterey Jazz Festival. Jack Teagarden starb 1964 in New Orleans an einer Lungenentzündung.

## Bedeutung

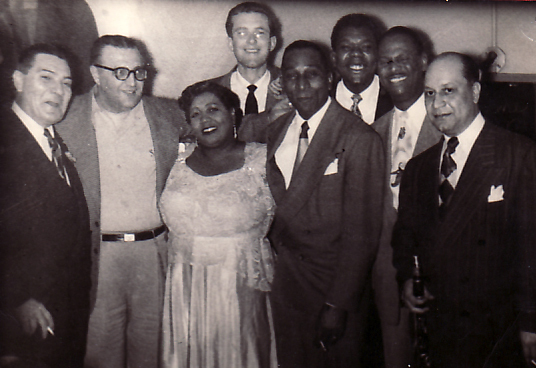
Von links: Jack Teagarden, Sandy DeSantis, Velma Middleton, Fraser MacPherson, Cozy Cole, Arvell Shaw, Earl Hines, Barney Bigard. Im Palomar Supper Club, 17. März 1951.

Sein Stil war größtenteils autodidaktisch erlernt, und er entwickelte dadurch einige ungewöhnliche, aber auch sehr virtuose neue Spieltechniken, wie zum Beispiel das Spielen auf alternativen Zugpositionen und mit Lippentriller. Er wird weithin als der innovativste Jazz-Posaunist der Prä-Bop-Ära bezeichnet und tat viel dafür, die Rolle der Posaune über den alten Tailgate-Stil der New Orleans-Brass Bands hinaus zu erweitern.

### Teagarden als Sänger
1934 machte Teagarden erstmals reine Gesangsaufnahmen; er bearbeitete Material aus der Jazztradition in einer Reihe wirkungsvoll kombinierter spezieller Vokal- und Posaunenarrangements, so in seinen Bearbeitungen von Spencer Williams’ „Basin Street Blues“ und W. C. Handys „Beale Street Blues“. Der Autor Will Friedwald urteilte über ihn: „Jack Teagarden hatte einen recht begrenzten Tonumfang, doch er schuf als Sänger ähnlich wie als Posaunist aus einer flachen Monotonie ein praktisch unbegrenztes Spektrum von Ausdrucksmöglichkeiten. Teagarden zeichnet sich außerdem dadurch aus, im Jazz der einzige zu sein, dessen Stimme den gleichen Sound hat wie sein Instrument.“ Der Autor hebt vor allem Teagardens Alterswerk hervor, als seine Stimme „gealtert und verwittert, wie guter Whisky - und tatsächlich durch Whisky.“ Als gelungenstes Beispiel nennt er das mit den Arrangeuren Russ Case und Bob Brookmeyer 1962 für Verve eingespielte Album Think Well of Me, auf dem Teagarden die Songs des Veteranen Willard Robison interpretierte.

## Diskographische Hinweise
- Jack Teagarden Big Eight & Pee Wee Russell's Rhythmakers (BYG Records - Frankreich) - rec.: 1938 & 1940 - LP mit Rex Stewart, Barney Bigard, Ben Webster, Billy Kyle, Dave Tough und Max Kaminsky, Dicky Wells, James P. Johnson, Freddie Green, Wellman Braud, Zutty Singleton
- "J.T." (Ace of Hearts - 1968) rec.: 1929/1931 LP mit Red Nichols, Glenn Miller, Jimmy Dorsey, Pee Wee Russell, Bud Freeman, Joe Sullivan, Dave Tough, Adrian Rollini, Gene Krupa, Benny Goodman, Joe Venuti, Eddie Lang
- Jack Teagarden & his Orchestra Vol.1 (Storyville) - rec.: 1941 - LP mit Bigband Aufnahmen aus Los Angeles und Chicago - Radio Transcriptions
- Big "T" (Pumpkin 1978) rec.: 1944 - LP mit Max Kaminsky, Pee Wee Russell, Ernie Caceres, Cliff Jackson, Bobby Hackett, Billy Butterfield, Sidney Bechet, Wingy Manone, Norma Teagarden, George Wettling
- Big T and Mighty Max - (Commodore 1979) rec.: 1944 - LP mit Max Kaminsky, Norma Teagarden, Pops Foster, George Wettling und Rod Cless, Eddie Condon - Produced  by Milt Gabler
- Mis'ry And The Blues - (Polydor) rec.: 1954 - LP mit Jimmy McPartland, Edmond Hall, Dick Cary, Walter Page, Jo Jones und Fred Greenleaf tp, Kenny Davern, Norma Teagarden, Ray Bauduc und Leonard Feather, Carl Kress
- Jack Teagarden - Vintage Series (RCA 1966) - rec.:1928 bis 1957 - LP mit Joe Venuti, Eddie Lang, Mezz Mezzrow, Joe Sullivan, Eddie Condon, Jimmy McPartland, Red McKenzie, Henry Red Allen, Albert Nicholas, Fats Waller, Eddie Miller, Bunny Berigan, Harry James, Tommy Dorsey, Benny Goodman, Max Kaminsky, Peanuts Hucko, Billy Butterfield, Bud Freeman, Gene Schroeder p
- The Swingin' Gate - (Jasmine Records 1982) rec.: 1960 - LP mit Don Goldie tp, Don Ewell, Charlie Teagarden, Pee Wee Russell, Joe Sullivan
- Think Well of Me (Verve, 1962)

## Sammlungen
- The Complete Okeh and Brunswick Bix Beiderbecke, Frank Trumbauer and Jack Teagarden Sessions 1924–36 (Mosaic – 2001) 7 CDs u. a. mit Miff Mole, Jimmy Dorsey, Eddie Lang, Adrian Rollini, Joe Venuti, Pee Wee Russell, Bing Crosby, Eddie Miller, Ray Bauduc, Matty Matlock, Fats Waller, Charlie Teagarden, Rod Cless, Bud Freeman, Benny Goodman, Johnny Mince, Artie Shaw
- The Complete Capitol Fifties Jack Teagarden Sessions (Mosaic – 1996) rec.: 1954–1958 – 6 LPs oder 4 CDs mit Bobby Hackett, Abe Lincoln, Matty Matlock, Nappy Lamare, Nick Fatool, Si Zentner, Eddie Miller, Mannie Klein tp, Charlie Teagarden, Peanuts Hucko, Ernie Caceres, Billy Bauer, Jack Lesberg, Hank Jones, Don Lamond, Dick Oakley tp, Jerry Fuller, Don Ewell
- The Complete Roulette Jack Teagarden Sessions 1959–1961 (Mosaic – 2003)  4 CDs mit Don Goldie tp, Henry Cuesta cl, Don Ewell, Stan Puls b, Ronnie Greb dm, Barrett Deems